# ペンサコーラ級重巡洋艦
ペンサコーラ級重巡洋艦（ペンサコーラきゅう じゅうじゅんようかん、Pensacola-class Heavy Cruisers）は、アメリカ海軍が最初に建造した重巡洋艦の艦級である。ワシントン軍縮条約の制限下で1925年度海軍計画において当初は軽巡洋艦として設計・建造された。ロンドン軍縮条約の締結後、艦種の類別を変更されてアメリカ海軍初の条約型重巡洋艦となった。2隻とも戦後になってビキニ環礁で行われた原爆実験の標的艦にされた。

## 概要
当初、ペンサコーラ級はワシントン条約下、軽巡洋艦（それぞれCL-24、CL-25）として条約制限であった基準排水量10,000トン以内の9,100トン、8インチ（20.3cm）三連装4基12門で建造される予定であった。しかし、艦形の拡大を抑止するために艦首側と艦尾側の砲塔を3連装から連装に改められ、艦首から一番砲塔は連装、高所に位置する二番砲塔と三番砲塔は三連装、四番は連装の8インチ砲計10門に抑えて建造された。1929年から1930年にかけて竣工し、ロンドン軍縮条約が締結されたため1931年7月に艦種を重巡洋艦に分類された。

## 艦体

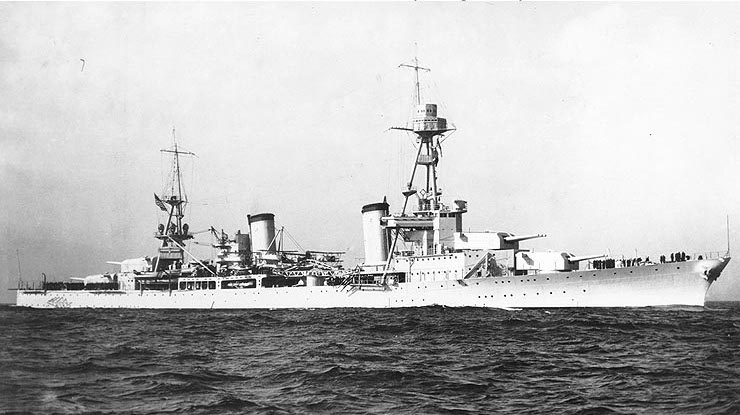
1930年代に撮影された「ソルトレイクシティ」。

船体形状はクレムソン級駆逐艦と同様の艦首から低い艦尾までなだらかに傾斜する平甲板型船体である。クリッパー型の艦首から新設計の「Mark 9 20.3cm（55口径）砲」を連装砲塔に納め艦首甲板に1基、その背後に3連装砲塔1基を背負い式配置した。その上に司令塔を組み込んだ箱型艦橋を基部にもつ開放型の三脚式の前部マストが立ち、頂上部に射撃指揮所が設けられていた。三脚檣の背後に2本煙突が立つが、ペンサコーラ級の機関はオマハ級に引き続き「シフト配置」を採用しているために前後の煙突の間隔は広く取られていた。煙突の間は水上機の運用スペースとなっており、射出カタパルトを片舷に1基ずつ計2基配置した。水上機は2番煙突の基部に付いたクレーン1基により揚収される。2番煙突から後方は艦載艇置き場となっており、後部艦橋の基部配置するクレーンが片舷1基ずつ計2基により運用された。2番煙突の左右舷側に53.3cm三連装魚雷発射管が配置し、開口部から射出された。副武装の高角砲は艦橋と後檣の左右に1基ずつ配置され片舷2基計4基配置された。2番煙突から後ろは前部の半分程度しかない背の低い三脚式の後部マストが立ち、その背後に後向きで3連装砲塔と連装砲塔が背負い式に1基ずつ後部甲板に配置された。

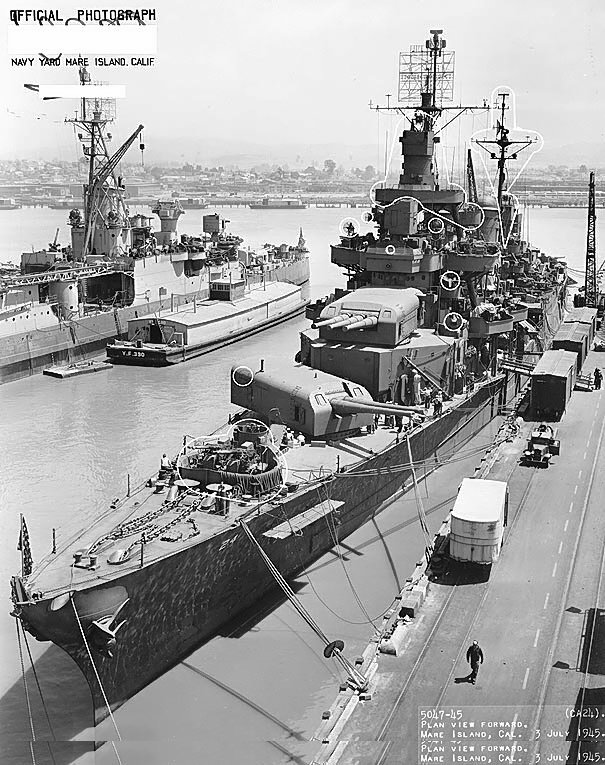
1945年に撮影された改装後の「ペンサコーラ」。

なお、ペンサコーラ級は前述の通り3連装砲塔を上部に配置しているが、3連装砲塔は艦橋と後部艦橋に接近して配置されたため、舷側に向けて斉射した場合は爆風と衝撃波が上部構造物を襲い破壊した。このため、後に近代化改装を行い上部構造物の補強工事を行ったが、これに伴う重量増加で更なるトップヘビーとなり動揺性が悪化し船体の沈降により主装甲帯が沈下してしまった。船体の軽量化に伴う強度不足により竣工後に艦尾の構造材に亀裂が生じている。
また、排水量を9,000トン台に抑える皺寄せは巡洋艦に必要不可欠な外洋航行性能に及び、また、オマハ級と同様に船体内部の容積不足が指摘されており、特に乗員からは士官・水兵双方から居住性不足の意見が設計局に出ている。

## 武装

### 主砲
主砲は新設計の「Mark 9 20.3cm（55口径）砲」を採用している。性能は重量97.5 kgの砲弾を最大仰角41度で29,130mまで届かせることが出来た。俯仰能力は仰角41度・俯角10度で、旋回角度は船体首尾線方向を0度として左右150度の旋回角度を持つ。発射速度は毎分3～4発である。同世代の重巡洋艦が主砲門数が8門であったのに対し、本級は10門と言う強力な火力を有していたが、前述の動揺性にも凌波性にも劣る船体のために主砲散布界は広く、せっかくの10門という火力を有効に使えたとは言いがたいものであった。

### 高角砲、その他の備砲
高角砲は「12.7cm（25口径）高角砲」を採用した。この砲は24.43kgの砲弾を最大仰角85度で高度8,352m、対艦用として仰角45度で13,259mまで届かせる性能があった。旋回と俯仰は電動と人力で行われ、左右方向に150度旋回でき、俯仰は仰角85度・俯角15度で発射速度は毎分15～20発だった。これを単装砲架で4基搭載した。他に主砲では対抗不能な相手への対処として53.3cm水上3連装魚雷発射管が片舷1基ずつ計2基装備された。後に、対空兵装の強化により12.7cm高角砲は倍の8基8門に加え、40mm（60口径）機関砲4連装4基に20mm（70口径）機銃20丁、12.7mm機銃8丁が追加されたが、これの代償として魚雷兵装は撤去された。

## 防御
防御力は同世代の英仏の重巡洋艦よりも強固であった。舷側の水線部装甲は英仏の重巡洋艦が25～30mm程度であったのに対しペンサコーラ級は64mm装甲を持ち、これを上下幅4mの範囲に装着し水面から高さ2m・水中に2mの範囲を防御できた。しかし、甲板防御は25mmで英仏と同等の厚さである。特筆すべきは弾薬庫防御で主装甲とは別個で舷側102mm、上面38mmの装甲で弾薬庫を覆い防御していた。対水雷防御は弾薬庫の側面部のみ1層の燃料層で防御しているのみで、区画細分化や浸水対策は不充分であった。

## 機関
機関は高温蒸気を使用するホワイト＝フォスター式重油専焼水管缶を8基とパーソンズ式ギヤード・タービン4基4軸推進で最大出力107,000馬力、速力32.5ノットを公試で発揮した。本級の機関配置は前述の通りシフト配置方式で艦首からボイラー2基ずつ収める第1缶室と第2缶室の背後にタービン機関2基を収める第1機械室、水密隔壁を挟んで第3缶室と第4缶室の背後に第2機械室の順番で配置した。本級はオマハ級より継承されたシフト配置により前述の脆弱な水中防御を機関配置で補っていた。

## 艦歴

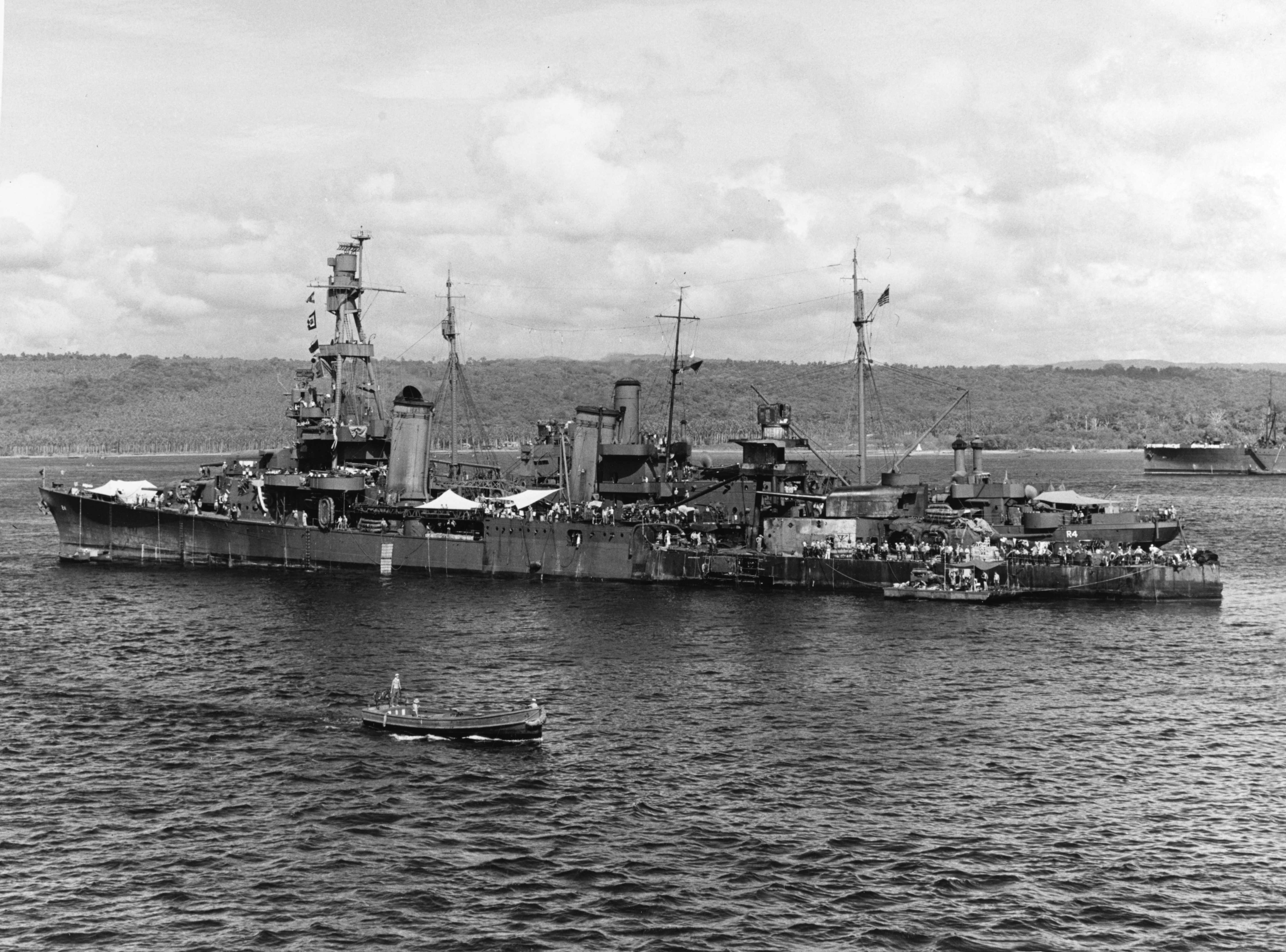
タサファロンガでの損傷を修理した「ペンサコーラ」。

竣工後はカリブ海、ペルー沖や太平洋で訓練にあたった。開戦時、「ペンサコーラ」は南太平洋で警戒任務に従事し、「ソルトレイクシティ」は航空機の輸送を行った空母「エンタープライズ」の護衛中で、真珠湾攻撃が通報されると捜索に協力したが発見することはできなかった。その後、「ペンサコーラ」は南太平洋海戦に参加した後、ルンガ沖夜戦で日本海軍の攻撃で大破し、行動不能に陥ったが沈没は逃れ、島に寄り添って隠蔽された。修理の後、1943年11月には戦線復帰し、ギルバート諸島攻略に参加。「ソルトレイクシティ」は東京空襲で空母「ホーネット」、補給船団護衛中の空母「ワスプ」の護衛など緒戦は空母機動部隊の護衛に従事した後、サボ島沖海戦、アッツ島沖海戦などに参加し、アメリカ海軍水上戦闘（打撃）部隊の一員として重要な役割を担った。
その後は両艦ともにレイテ沖海戦、硫黄島攻略、沖縄戦などに参加し、終戦後の1946年7月、原爆実験の標的として使用され、損傷した。「ペンサコーラ」は1948年11月に処分され、「ソルトレイクシティ」は同年の1948年5月に標的として使用、沈没した。
「ペンサコーラ」は東京ローズから「グレイゴースト（灰色の幽霊）」と呼ばれた。

## 同型艦
1. ペンサコーラ (USS Pensacola, CA-24)：1930年2月6日就役。1946年8月26日退役。
2. ソルトレイクシティ (USS Salt Lake City, CA-25)：1929年12月11日就役。1947年8月29日退役。

## 参考図書
- 「世界の艦船 増刊第36集　アメリカ巡洋艦史」（海人社）
- 「世界の艦船 1986年1月増刊号 近代巡洋艦史」（海人社）
- 「世界の艦船 2010年1月増刊号 近代巡洋艦史」（海人社）
- 「歴史群像シリーズ 世界の重巡洋艦 パーフェクトガイド」（学研）
- 「Conway All The World's Fightingships 1922-1946」（Conway）